# Henry Grey
Henry Grey, I duque de Suffolk y III marqués de Dorset, (17 de enero de 1517 - 23 de febrero de 1554).
Fue hijo de Thomas Grey, II marqués de Dorset y de Margaret Wotton, marquesa consorte de Dorset. A través de su padre era bisnieto de Isabel Woodville, la reina de Eduardo IV de Inglaterra, por su primer matrimonio con sir John Grey de Groby. Heredó el título de marqués de Dorset al morir su padre.
Fue el padre de Juana Grey, reina de Inglaterra por pocos días.

## Primer matrimonio
Su primer matrimonio fue con Catalina Fitzalan, la hija de William FitzAlan, XVIII conde de Arundel.
Henry Grey se convirtió en III marqués de Dorset, en 1530, al morir su padre.
Se divorció al poco tiempo.

## Segundo matrimonio
En 1533, con el permiso del rey Enrique VIII se casó con lady Frances Brandon (1517-1559), la hija de la hermana del propio rey, María Tudor, y de Charles Brandon, I duque de Suffolk. La pareja tuvo tres hijos que sobrevivieron a la infancia: Lady Jane Grey (1537-1554), lady Catherine Grey (1540-1568) y lady Mary Grey (1545-1578).
Antes de la muerte de Enrique VIII en 1547, Grey se convirtió en un referente en círculos de la corte. Nombrado caballero de la Orden del Baño, fue portador de la espada del rey en la coronación de Ana Bolena, en 1533, y estuvo presente en la llegada de Ana de Cléveris, en 1540, y en la captura de Boulogne, en 1545. Dos veces portó la Cap of Maintenance en el Parlamento. Ayudó a dirigir el ejército en Francia en 1545. En 1547 se unió a la Orden de la Jarretera.

### Descendencia
A su esposa, Frances Brandon, se le atribuye haber sido una mujer recia y fuerte, también se dice que fue una madre y esposa dominante. Por el derecho de su nacimiento ocupaba una importante posición en la política de su tiempo.
Tenía grandes expectativas en sus hijas, haciendo que recibieran la misma cuidada educación que las princesas María e Isabel. De este modo, las Grey fueron consideradas prácticamente del mismo rango que las princesas.
Con Frances Brandon tuvo cinco hijas:
- Un hijo (n. y m. ca.1534).
- Una hija (n. muerta, ca.1536).
- Juana Grey (Bradgate, 1537 – Londres, 1554);
- Catalina Grey (1540 – Londres, 1568);
- María Grey (1545 – 1578).

## Intrigas durante el reinado de Eduardo VI
Se unió a John Dudley líder del Consejo Real que servía como regente en nombre del menor Eduardo VI de Inglaterra, quien era rey desde los nueve años. Aprovechando la ascendencia de su esposa, quien era prima del rey, Dudley y Henry trataron de controlar la corona en cuanto el enfermizo rey Eduardo falleció sin herederos.
El testamento de Enrique VIII, padre del joven rey, dejaba claro que si su hijo moría sin descendencia las sucesoras en la corona debían ser sus hijas María e Isabel, sin embargo Dudley y Enrique hicieron firmar a un agonizante Eduardo un nuevo testamento, que dictaba que debían ser los descendientes de Frances Brandon quienes lo sucedieran. Ambos organizaron un apurado matrimonio entre sus hijos, celebrado el 21 de mayo de 1553. El 6 de julio del mismo año, Eduardo murió y a los tres días el consejo proclamó a lady Juana Grey como reina de Inglaterra.

## La condena de María I de Inglaterra sobre Juana Grey

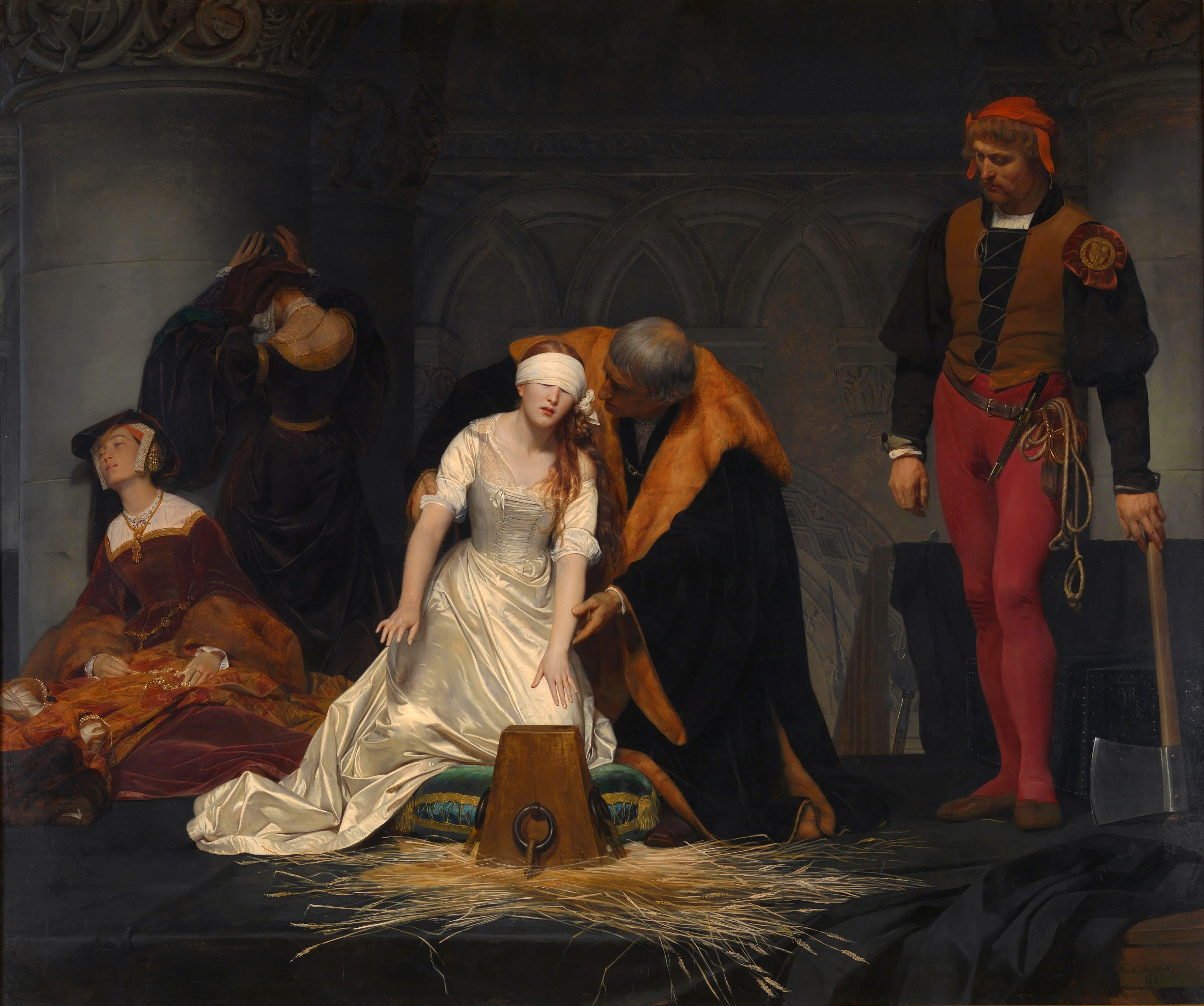
Ejecución de Juana Grey por Paul Delaroche.

El plan de Henry y de Dudley funcionó pocos días, tiempo suficiente para que María, hija de Enrique VIII, reuniera las fuerzas necesarias para reivindicar sus derechos. El 19 de julio de 1553 fue proclamada reina y condenó a muerte tanto a la usurpadora Juana Grey como a Dudley, perdonando a Henry y a otros implicados. Henry y los otros aliados perdonados entraron a formar parte del consejo de María, ahora coronada como María I de Inglaterra.
La reina envió sucesivamente a Grey a defender sus territorios en Calais y Guines amenazados por Enrique II de Francia.
El matrimonio entre la reina y Felipe II de España creó mucho descontento en todo el país, entre los nobles que buscaban crear conflicto estaba también el duque de Suffolk, quien junto a otros conspiradores intentaron hacer subir a Isabel al trono, hermana menor de María.
Las revueltas fueron dominadas y los responsables puestos en prisión y condenados a muerte.

## Muerte
Henry Grey fue decapitado el 23 de febrero de 1554, cuando tenía 37 años.

## Árbol genealógico
|  |                                             |  |  |  |  |  |  |  |  |  |  |  |  |  |  |  |
|  | 16. Edward Grey, VI barón de Groby          |  |  |  |  |  |  |  |  |  |  |  |  |  |  |  |
|  |                                             |  |  |  |  |  |  |  |  |  |  |  |  |  |  |  |
|  |                                             |  |  |  |  |  |  |  |  |  |  |  |  |  |  |  |
|  | 8. Juan Grey de Groby                       |  |  |  |  |  |  |  |  |  |  |  |  |  |  |  |
|  |                                             |  |  |  |  |  |  |  |  |  |  |  |  |  |  |  |
|  |                                             |  |  |  |  |  |  |  |  |  |  |  |  |  |  |  |
|  | 17. Elisabeth Ferrers, VI baronesa de Groby |  |  |  |  |  |  |  |  |  |  |  |  |  |  |  |
|  |                                             |  |  |  |  |  |  |  |  |  |  |  |  |  |  |  |
|  |                                             |  |  |  |  |  |  |  |  |  |  |  |  |  |  |  |
|  | 4. Thomas Grey                              |  |  |  |  |  |  |  |  |  |  |  |  |  |  |  |
|  |                                             |  |  |  |  |  |  |  |  |  |  |  |  |  |  |  |
|  |                                             |  |  |  |  |  |  |  |  |  |  |  |  |  |  |  |
|  | 18. Ricardo Woodville I conde de Rivers     |  |  |  |  |  |  |  |  |  |  |  |  |  |  |  |
|  |                                             |  |  |  |  |  |  |  |  |  |  |  |  |  |  |  |
|  |                                             |  |  |  |  |  |  |  |  |  |  |  |  |  |  |  |
|  | 9. Isabel Woodville                         |  |  |  |  |  |  |  |  |  |  |  |  |  |  |  |
|  |                                             |  |  |  |  |  |  |  |  |  |  |  |  |  |  |  |
|  |                                             |  |  |  |  |  |  |  |  |  |  |  |  |  |  |  |
|  | 19. Jacquetta de Luxemburgo                 |  |  |  |  |  |  |  |  |  |  |  |  |  |  |  |
|  |                                             |  |  |  |  |  |  |  |  |  |  |  |  |  |  |  |
|  |                                             |  |  |  |  |  |  |  |  |  |  |  |  |  |  |  |
|  | 2. Thomas Grey II marqués de Dorset         |  |  |  |  |  |  |  |  |  |  |  |  |  |  |  |
|  |                                             |  |  |  |  |  |  |  |  |  |  |  |  |  |  |  |
|  |                                             |  |  |  |  |  |  |  |  |  |  |  |  |  |  |  |
|  | 20. William Bonville                        |  |  |  |  |  |  |  |  |  |  |  |  |  |  |  |
|  |                                             |  |  |  |  |  |  |  |  |  |  |  |  |  |  |  |
|  |                                             |  |  |  |  |  |  |  |  |  |  |  |  |  |  |  |
|  | 10. William Bonville                        |  |  |  |  |  |  |  |  |  |  |  |  |  |  |  |
|  |                                             |  |  |  |  |  |  |  |  |  |  |  |  |  |  |  |
|  |                                             |  |  |  |  |  |  |  |  |  |  |  |  |  |  |  |
|  | 21. Elizabeth Harington                     |  |  |  |  |  |  |  |  |  |  |  |  |  |  |  |
|  |                                             |  |  |  |  |  |  |  |  |  |  |  |  |  |  |  |
|  |                                             |  |  |  |  |  |  |  |  |  |  |  |  |  |  |  |
|  | 5. Cecily Bonville                          |  |  |  |  |  |  |  |  |  |  |  |  |  |  |  |
|  |                                             |  |  |  |  |  |  |  |  |  |  |  |  |  |  |  |
|  |                                             |  |  |  |  |  |  |  |  |  |  |  |  |  |  |  |
|  | 22. Richard Neville, V conde de Salisbury   |  |  |  |  |  |  |  |  |  |  |  |  |  |  |  |
|  |                                             |  |  |  |  |  |  |  |  |  |  |  |  |  |  |  |
|  |                                             |  |  |  |  |  |  |  |  |  |  |  |  |  |  |  |
|  | 11. Katherine Neville                       |  |  |  |  |  |  |  |  |  |  |  |  |  |  |  |
|  |                                             |  |  |  |  |  |  |  |  |  |  |  |  |  |  |  |
|  |                                             |  |  |  |  |  |  |  |  |  |  |  |  |  |  |  |
|  | 23. Alice Montagu, V condesa de Salisbury   |  |  |  |  |  |  |  |  |  |  |  |  |  |  |  |
|  |                                             |  |  |  |  |  |  |  |  |  |  |  |  |  |  |  |
|  |                                             |  |  |  |  |  |  |  |  |  |  |  |  |  |  |  |
|  | 1. Henry Grey                               |  |  |  |  |  |  |  |  |  |  |  |  |  |  |  |
|  |                                             |  |  |  |  |  |  |  |  |  |  |  |  |  |  |  |
|  |                                             |  |  |  |  |  |  |  |  |  |  |  |  |  |  |  |
|  | 12. Nicholas Wotton                         |  |  |  |  |  |  |  |  |  |  |  |  |  |  |  |
|  |                                             |  |  |  |  |  |  |  |  |  |  |  |  |  |  |  |
|  |                                             |  |  |  |  |  |  |  |  |  |  |  |  |  |  |  |
|  | 6. Richard Wotton                           |  |  |  |  |  |  |  |  |  |  |  |  |  |  |  |
|  |                                             |  |  |  |  |  |  |  |  |  |  |  |  |  |  |  |
|  |                                             |  |  |  |  |  |  |  |  |  |  |  |  |  |  |  |
|  | 13. Elizabeth Bamburgh                      |  |  |  |  |  |  |  |  |  |  |  |  |  |  |  |
|  |                                             |  |  |  |  |  |  |  |  |  |  |  |  |  |  |  |
|  |                                             |  |  |  |  |  |  |  |  |  |  |  |  |  |  |  |
|  | 3. Margaret Wotton                          |  |  |  |  |  |  |  |  |  |  |  |  |  |  |  |
|  |                                             |  |  |  |  |  |  |  |  |  |  |  |  |  |  |  |
|  |                                             |  |  |  |  |  |  |  |  |  |  |  |  |  |  |  |
|  | 14. Henry Belknap                           |  |  |  |  |  |  |  |  |  |  |  |  |  |  |  |
|  |                                             |  |  |  |  |  |  |  |  |  |  |  |  |  |  |  |
|  |                                             |  |  |  |  |  |  |  |  |  |  |  |  |  |  |  |
|  | 7. Anne Belknap                             |  |  |  |  |  |  |  |  |  |  |  |  |  |  |  |
|  |                                             |  |  |  |  |  |  |  |  |  |  |  |  |  |  |  |
|  |                                             |  |  |  |  |  |  |  |  |  |  |  |  |  |  |  |
|  | 15. Margaret Knollys                        |  |  |  |  |  |  |  |  |  |  |  |  |  |  |  |
|  |                                             |  |  |  |  |  |  |  |  |  |  |  |  |  |  |  |
|  |                                             |  |  |  |  |  |  |  |  |  |  |  |  |  |  |  |